# Сем Дорман
Сем Дорман (англ. Sam Dorman, 30 серпня 1991, Темпі, Аризона, США) — американський стрибун у воду, срібний призер Олімпійських ігор 2016 року.

## Виступи на Олімпіадах
| Олімпіада | Дисципліна                                | Місце |
| --------- | ----------------------------------------- | ----- |
| Ріо 2016  | синхронні стрибки з 3-метрового трампліна | 2     |